# Никол Апълтън
Никол Мари Апълтън (на английски: Nicole Marie Appleton) е канадска певица и актриса.

## Биография
Никол Апълтън е родена на 7 декември 1974 година в Хамилтън, Онтарио, станала известна в английската група Ол Сейнтс заедно със сестра си Натали. Година по-късно заедно със сестра си съставят дуета Appleton, който се разпада през 2005 г. През 2000 г. се запознава с Лиъм Галахър и имат син Джийн Галахър, роден на 3 юли 2001 г.

## Дискография

### Студийни албуми
- Everything's Eventual (2003)

### Сингли
- Fantasy (2002)
- Don't Worry (2003)
- Everything Eventually (2003)

## Видеоклипове
| Видеоклип             | Премиера | Албум                 |
| --------------------- | -------- | --------------------- |
| Fantasy               | 2002     | Everything's eventual |
| Don't worry           | 2003     | Everything's eventual |
| Everything eventually | 2003     | Everything's eventual |